# Polistes lepcha
Polistes lepcha är en getingart som beskrevs av Cameron 1900. Polistes lepcha ingår i släktet pappersgetingar, och familjen getingar. Inga underarter finns listade i Catalogue of Life.